# Furnius (Silberschmied)
Furnius war ein antiker römischer Silberschmied, der in der zweiten Hälfte des 1. Jahrhunderts in Rom tätig war.
Furnius ist nur noch aufgrund der literarischen Überlieferung bekannt. Er wird beim  älteren Plinius in dessen Naturalis historia als einer der Silberschmiede genannt, deren Werke in Rom in flavischer Zeit (etwa im letzten Drittel des 1. Jahrhunderts) besonders beliebt und gefragt waren. Er soll Rivale seines Kollegen Gratius gewesen sein.